# Peter Ozsváth

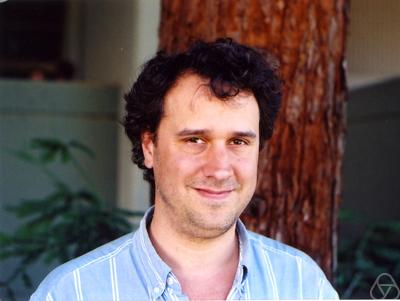
Peter Ozsváth in Berkeley, 2005

Peter Steven Ozsváth (* 20. Oktober 1967 in Dallas) ist ein US-amerikanischer Mathematiker.
Ozsvath studierte an der Stanford University (Bachelor-Abschluss 1989) und promovierte 1994 bei John Morgan an der Princeton University (On Blowup Formulas For SU(2) Donaldson Polynomials). Danach war er als Post-Doc am California Institute of Technology (Caltech), am Max-Planck-Institut für Mathematik in Bonn, am Mathematical Sciences Research Institute (MSRI) in Berkeley und am Institute for Advanced Study. Nach Positionen an der University of California, Berkeley, Princeton University und Michigan State University war er seit 2002 an der Columbia University. Er ist zurzeit Professor an der Princeton University.
Mit Zoltán Szabó entwickelte er die Heegaard-Floer-Homologie. Beide erhielten dafür 2007 den Oswald-Veblen-Preis.
Ozsvath war Sloan Fellow und mit Szabo Invited Speaker auf dem
Internationalen Mathematikerkongress (ICM) 2006 in Madrid (Heegaard diagrams and Floer homology). 2004 hielt er mit Szabo einen Plenarvortrag dem 4. Europäischen Mathematikerkongress (On Heegard diagrams and holomorphic discs). 2018 wurde Ozsváth in die National Academy of Sciences gewählt.

## Werke
- mit Tomasz Mrowka, Baozhen Yu: Seiberg-Witten monopoles on Seifert fibered spaces. Comm. Anal. Geom. 5 (1997), no. 4, 685–791.
- mit Szabó: The symplectic Thom conjecture. Ann. of Math. (2) 151 (2000), no. 1, 93–124.
- mit Szabó: Absolutely graded Floer homologies and intersection forms for four-manifolds with boundary. Adv. Math. 173 (2003), no. 2, 179–261.
- mit Szabó: Knot Floer homology and the four-ball genus. Geom. Topol. 7 (2003), 615–639.
- mit Szabó: Holomorphic disks and genus bounds. Geom. Topol. 8 (2004), 311–334.
- mit Szabó: Holomorphic disks and knot invariants. Adv. Math. 186 (2004), no. 1, 58–116.
- mit Szabó: Holomorphic disks and topological invariants for closed three-manifolds. Ann. of Math. (2) 159 (2004), no. 3, 1027–1158.
- mit Szabó: Holomorphic disks and three-manifold invariants: properties and applications. Ann. of Math. (2) 159 (2004), no. 3, 1159–1245.
- mit Szabó: Heegaard Floer homology and contact structures. Duke Math. J. 129 (2005), no. 1, 39–61.
- mit Szabó: On knot Floer homology and lens space surgeries. Topology 44 (2005), no. 6, 1281–1300.
- mit Szabó: Holomorphic triangles and invariants for smooth four-manifolds. Adv. Math. 202 (2006), no. 2, 326–400.
- mit Peter Kronheimer, Mrowka, Szabó: Monopoles and lens space surgeries. Ann. of Math. (2) 165 (2007), no. 2, 457–546.
- mit Ciprian Manolescu, Sucharit Sankar: A combinatorial description of knot Floer homology. Ann. of Math. (2) 169 (2009), no. 2, 633–660.